# Југово Поље
Југово Поље је насељено место у саставу општине Сухопоље у Вировитичко-подравској жупанији, Република Хрватска.

## Историја
Село је колонистичко и настало је досељавањем Хрвата из Пригорја и Загорја, непосредно пре, за време и после Другог светског рата.
До територијалне реорганизације у Хрватској налазило се у саставу старе општине Вировитица.

## Становништво
На попису становништва 2011. године, Југово Поље је имало 319 становника.

## Попис1991.
На попису становништва 1991. године, насељено место Југово Поље је имало 469 становника, следећег националног састава:
| Попис 1991.‍ | Попис 1991.‍ | Попис 1991.‍ | Попис 1991.‍ | Попис 1991.‍ |
| ----------- | ----------- | ----------- | ----------- | ----------- |
|             |             |             |             |             |
| Хрвати      | Хрвати      |             | 445         | 94,88%      |
| Срби        | Срби        |             | 19          | 4,05%       |
| Муслимани   | Муслимани   |             | 3           | 0,63%       |
| Македонци   | Македонци   |             | 1           | 0,21%       |
| непознато   | непознато   |             | 1           | 0,21%       |
| укупно: 469 |             |             |             |             |